# ایستگاه‌های تبلیغ مسیحی اسپانیایی در آمریکا
ایستگاه‌های تبلیغ مسیحی اسپانیایی در آمریکا (انگلیسی: Spanish missions in the Americas) ایستگاه‌های تبلیغ مذهبی کلیسای کاتولیک بود که توسط امپراتوری اسپانیا در طول قرن‌های ۱۶ تا ۱۹ در دوره استعمار اسپانیا در قاره آمریکا تأسیس شد. این ایستگاه‌های تبلیغ مسیحی در سراسر کل مستعمرات اسپانیایی پراکنده شدند، که از مکزیک و بخش‌های جنوب غربی ایالات متحده کنونی تا آرژانتین و شیلی گسترش یافتند.
رابطه بین استعمار اسپانیا و کاتولیک شدن قاره آمریکا جدایی ناپذیر است. تبدیل منطقه برای استعمار بسیار مهم تلقی می‌شد. ایستگاه‌های تبلیغ مسیحی ایجاد شده توسط اعضای فرقه‌های کاتولیک اغلب در بیرونی‌ترین مرزهای مستعمرات قرار داشتند. این ایستگاه‌های تبلیغ مسیحی گسترش امپراتوری اسپانیا را از طریق تبدیل مذهبی مردم بومی که آن مناطق را اشغال کرده بودند، تسهیل می‌کرد. در حالی که تاج اسپانیا بر قلمروهای سیاسی، اقتصادی و اجتماعی قاره آمریکا و مردم بومی این منطقه تسلط داشت، کلیسای کاتولیک بر قلمرو مذهبی و معنوی تسلط داشت.
کلیسای کاتولیک به عنوان یک نهاد علاقه‌مند به نجات روح بومیان آمریکایی فعالیت می‌کرد. آنها معتقد بودند که حق و مسئولیت الهی مسیحی کردن هر چه بیشتر نقاط جهان به آنها داده شده‌است. میل به ساختن قاره آمریکا به عنوان مکان مسیحیت ناب، انگیزه خود مبلغان بود. بسیاری از روحانیون به قاره آمریکا رفتند تا آنچه را که احساس می‌کردند شکل ناب‌تری از مسیحیت است، تبلیغ کنند و روح مردم بومی را نجات دهند.

## تاریخچه
پاتروناتو رئال، یا حمایت سلطنتی، مجموعه‌ای از تدابیر پاپ بود که در قرن پانزدهم و اوایل قرن شانزدهم به وجود آمد و روابط سکولار بین تاج و تخت اسپانیا و کلیسای کاتولیک را تنظیم کرد و به‌طور مؤثر کنترل پادشاه اسپانیا را بر کلیسا در قاره آمریکا اعلام کرد. این بیانیه مسئولیت ولیعهد را برای ترویج مسیحیت و تبدیل آمریکایی‌های بومی به کاتولیک و همچنین اقتدار کامل بر کلیسا، مؤسسات آموزشی و خیریه را روشن کرد. این قانون اجازه کنترل ولیعهد بر درآمد عشر کلیسا، مالیات وضع شده بر تولیدات کشاورزی و دام، و تأمین معاش سلسله مراتب کلیسایی، امکانات فیزیکی و فعالیت‌ها را می‌داد. به تاج و تخت اسپانیا اجازه می‌داد تا اعزام‌های پاپ به قاره آمریکا را تأیید یا وتو کند تا از پایبندی آن‌ها به حامی واقعی اطمینان حاصل کند. تأسیس کلیساها، صومعه‌ها، بیمارستان‌ها و مدارس و همچنین تعیین و پرداخت حقوق روحانیون سکولار را تعیین کرد.
واضح است که پاتروناتو رئال سطح بی‌سابقه‌ای از اقتدار تاج و تخت اسپانیا را بر کلیسای کاتولیک ارائه کرد. این نشان‌دهنده رابطه پیچیده گسترش سیاسی مستعمرات با کاتولیک است. از آنجایی که این تدابیر قبل و در مراحل اولیه استعمار اسپانیا مورد بحث و اعطا قرار گرفتند، واضح است که کلیسای کاتولیک از ابتدا در راستای منافع تاج و تخت اسپانیا عمل می‌کرد. گسترش نمایندگی‌های کاتولیک‌ها در سراسر قاره آمریکا باعث شد تا ولیعهد درآمد فزاینده‌ای از مالیات‌های وضع شده و کنترل بر درآمد عشریه داشته باشد. آن منافع اقتصادی - همراه با کنترل ولیعهد بر موسسات آموزشی و خیریه کلیسا، که مستقیماً با بخش بزرگی از جمعیت‌های بومی تحت استعمار آنها تعامل داشت و عمیقاً تحت تأثیر آن بود - دلیلی برای علاقه ولیعهد به ادغام کلیسای کاتولیک در استعمار قاره آمریکا را فراهم کرد.